# Дан Харингтън
Дан Харингтън (на английски: Dan Harrington) е професионален покер играч от САЩ.

## Биография
Роден на 6 декември 1945 г. в Кеймбридж, щата Масачузетс, САЩ. Притежава 2 гривни от Световните серии по покер (WSOP), едната от които е от победа в Основния турнир през 1995 г. Натрупаното му състояние от турнирните печалби възлиза на над 6 млн. долара. Сам измисля прозвището си 'Action Dan' (Активният Дан), въпреки че е известен като предпазлив и консервативен играч.
Освен в покера, Дан Харингтън става световен шампион по табла през 1981 г., както и виден шахматен майстор.
Работил е като юрист, търгувал е с акции и недвижими имоти, притежава финансова компания.

## Покер кариера
Започва да участва в сериозни покер турнири от 1986 г., като още на следващата година завършва на 6-о място в Основното събитие в Световните покер серии (World Series of Poker).
1995 г. е изключително печеливша за играча. Тогава спечелва 2 турнира в Световните покер серии, в това число и Основното събитие (Main Event) в WSOP, и взема $1 000 000.
През 2003 г. заема 3-то място на финалната маса в Основното събитие на Сетовните покер серии и взима $650 000, а през 2004 г. става 4-ти, добавяйки още $1 500 000 към печалбата си. Така Харингтън е 4 пъти сред победителите на финалната маса на Основното събитие за покер играчи.
През 2007 г. Дан Харингтън става първи в Световния покер турнир „Легендите в покера“ (WPT Legends of Poker), което му носи $1 634 865. В света има само 5 играчи, успели да спечелят както Основното събитие в Световните покер серии (Main Event WSOP), така и Световния покер тур (WPT).
На 19 октомври 2010 официално се обявява включването на Дан Харингтън в Залата на покер славата (Poker Hall of Fame). Церемонията се извършва на 8 ноември 2010 г. в Лас Вегас.

## Автор на най-добрите покер книги
Дан Харингтън е написал 3 много популярни книги за турнирния покер, 2 за кеш игрите без лимити и 1 за онлайн кеш игри без лимити. Книгите му „Harrington on Cash Games“ и „Harrington on Hold'em“ се считат за едни от най-добрите пособия по покер. В „Harrington on Hold'em“, във втория том „Endgame“ се говори за така наречената Зонова система на турнирите, в която покер турнирът се разделя на 5 отделни зони според размера на стака, сравнен с блайндовете. Всяка зона се намира в пряка връзка с играта и стратегията се променя в зависимост от това в коя зона се намира играчът.

## Издадени книги
- Harrington on Hold'em: Volume I: Strategic Play ISBN 1-880685-33-7 (2004)
- Harrington on Hold'em: Volume II: The Endgame ISBN 1-880685-35-3 (2005)
- Harrington on Hold'em: Volume III: The Workbook ISBN 1-880685-36-1 (2006)
- Harrington on Cash Games, Volume I: How to Play No-Limit Hold 'em Cash Games ISBN 1-880685-42-6 (2008)
- Harrington on Cash Games, Volume II: How to Play No-Limit Hold 'em Cash Games ISBN 1-880685-43-4 (2008)
- Harrington on Online Cash Games; 6-Max No-Limit Hold 'em ISBN 1-880685-49-3 (2010)